# Paniekhaak

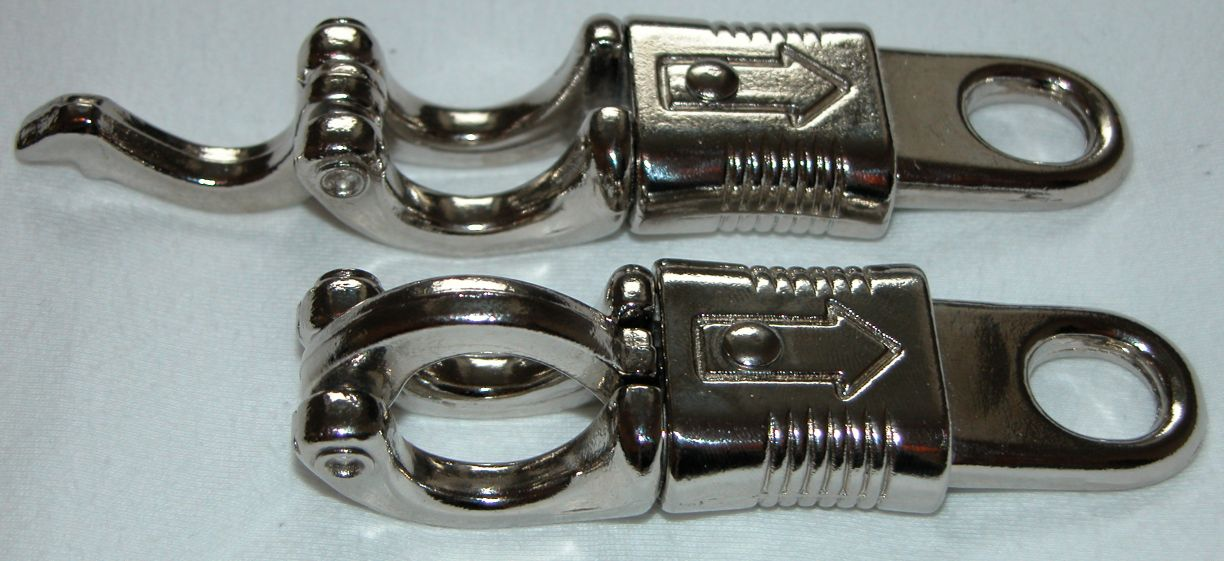
Paniekhaak in open en gesloten toestand

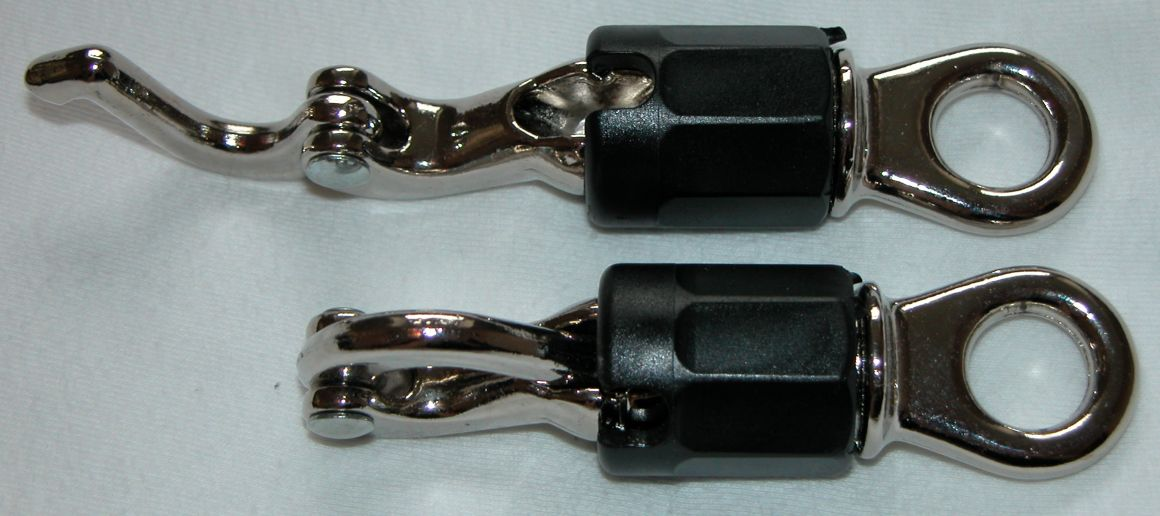
Variant met draaibare sluiting

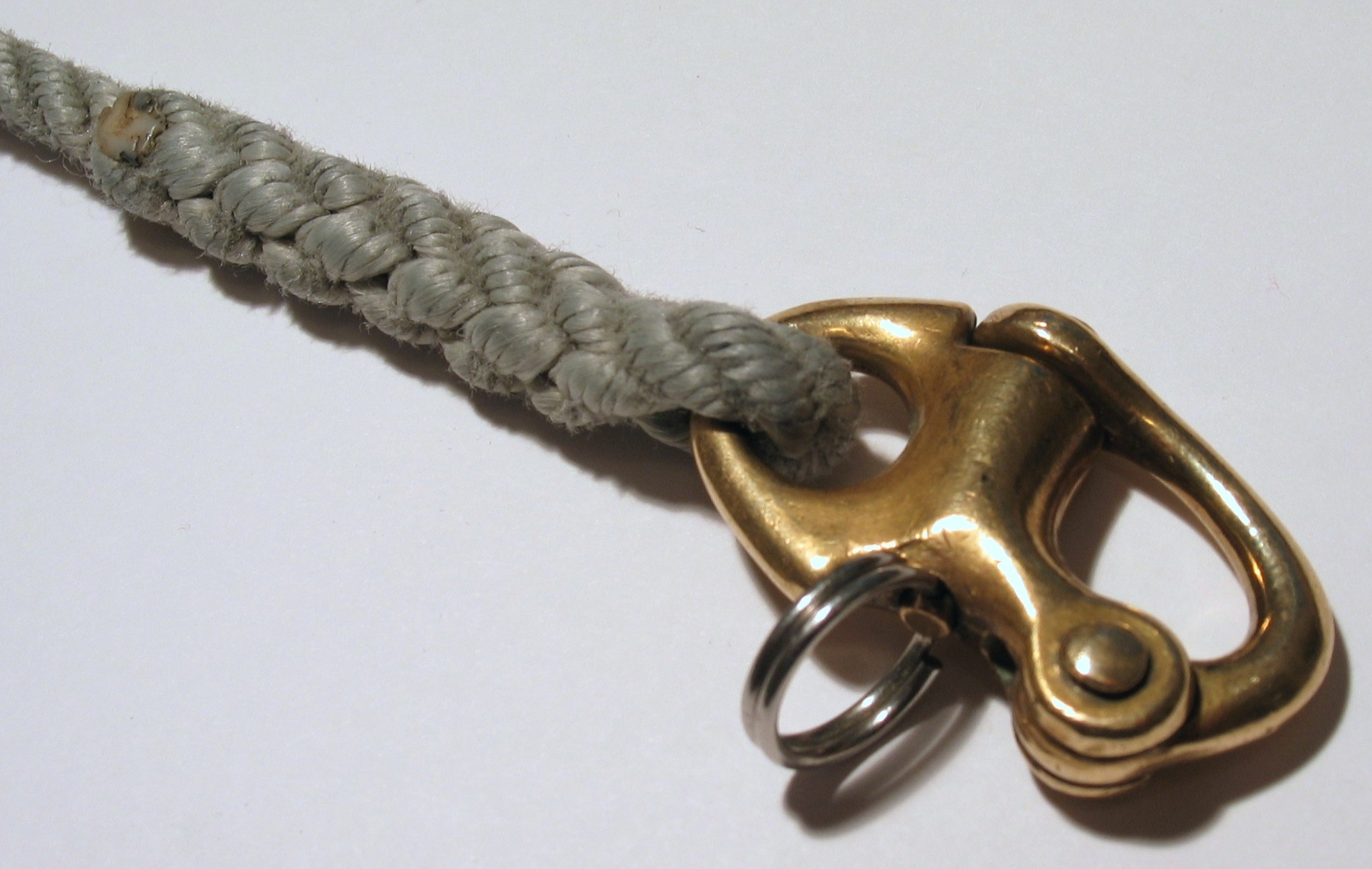
Deze variant, die in de zeilsport veel gebruikt wordt, wordt ook wel 'snapsluiting' genoemd.

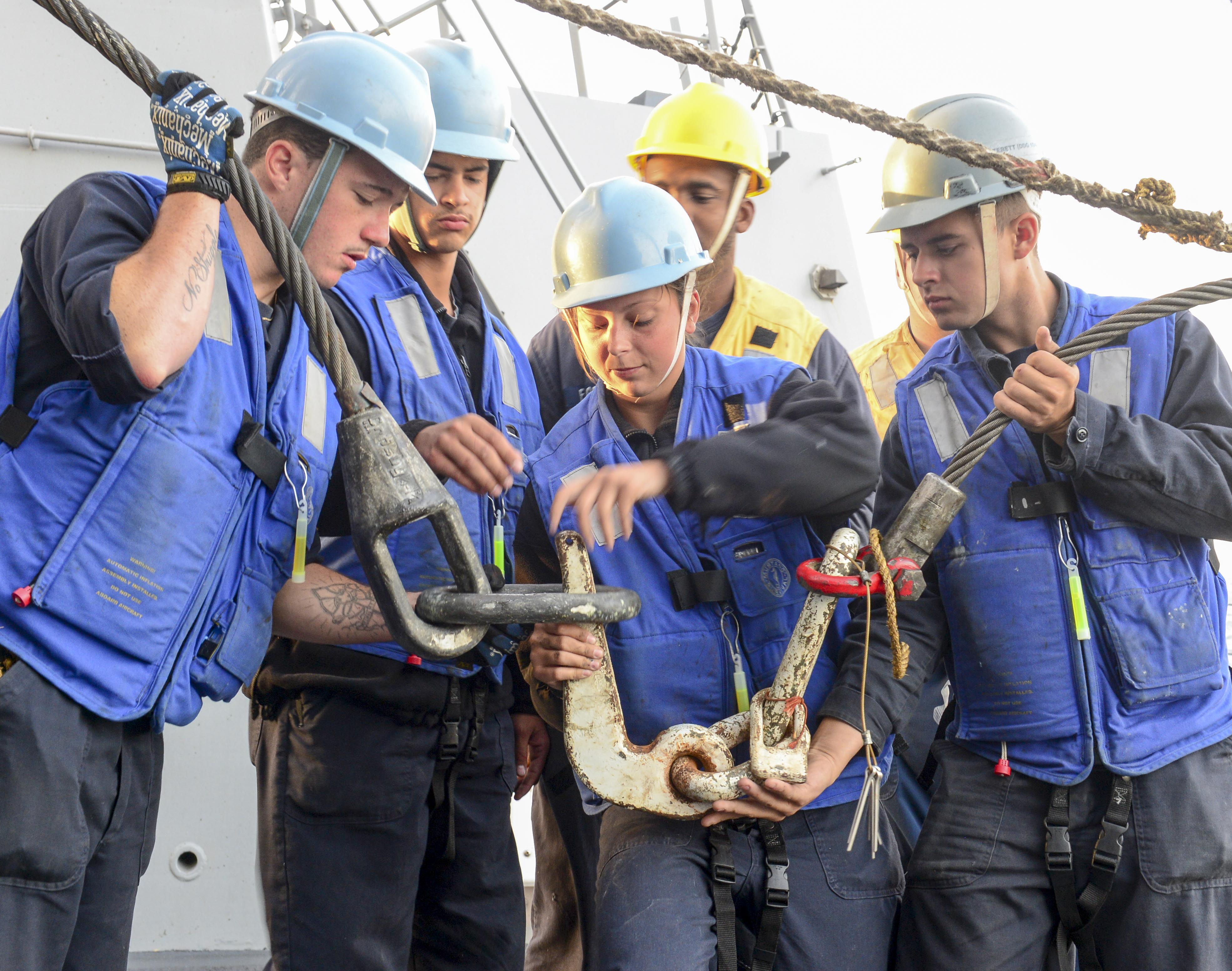
Nog een andere variant wordt 'pelikaanhaak' genoemd (hier in een zeer grote uitvoering bij de marine).

Een paniekhaak, panieksluiting of snapsluiting is een bevestigingsmiddel dat – in tegenstelling tot bijvoorbeeld een karabijnhaak en een musketonhaak – onder belasting geopend kan worden, zelfs met één hand.

## Gebruik
Paniekhaken worden overal gebruikt waar verbindingen snel losgemaakt moeten kunnen worden, ook als er spanning op staat. Vaak is dat in een noodsituatie.
Ze worden veel gebruikt in de paardensport, zodat als een paard in paniek raakt en zichzelf bij het halster dreigt op te hangen, er snel en eenvoudig losgemaakt kan worden. Bij de sledehondensport worden ze gebruikt om een startlijn – die al onder spanning staat door de enthousiaste honden – los te kunnen maken, maar ook om een slede snel los te kunnen maken als deze omkiept. Zeilers en kitesurfers die snel zichzelf of een touw moeten kunnen losmaken gebruiken ze ook vaak. Ook duikers die gebruik maken van lijnen moeten deze snel los kunnen maken als ze erin verstrikt dreigen te raken. Om dezelfde reden worden ze ook wel gebruikt in de bdsm.
Een gevaar van de paniekhaak kan schuilen in het met grote kracht losschieten als hij onder spanning losgemaakt wordt.
De sleep- en lierhaak van een zweefvliegtuig is ook een paniekhaak, maar het gebruik ervan behoort tot de normale praktijk van het zweefvliegen, dus zonder dat er sprake is van paniek of een onverwachte noodsituatie. Deze haak wordt bij normaal gebruik door de zweefvlieger ontkoppeld. Doet hij dat niet, dan is er wel sprake van een noodsituatie en dan zal, bij een lierstart, de kabel naar achteren trekken waardoor de haak vanzelf losschiet.